# Cathédrale de l'Immaculée-Conception de Pondichéry
Cette  cathédrale n’est pas la seule cathédrale de l'Immaculée-Conception.
La cathédrale de l'Immaculée-Conception est un édifice religieux catholique qui est l'église-cathédrale de l'archidiocèse de Pondichéry. Elle se trouve dans le centre-ville de Pondichéry, rue de la Mission. Succédant à trois édifices antérieurs l'église actuelle est de style baroque jésuite. Elle fut terminée en 1791 du temps de l'établissement français en Inde. Elle est dédiée à l'Immaculée Conception.

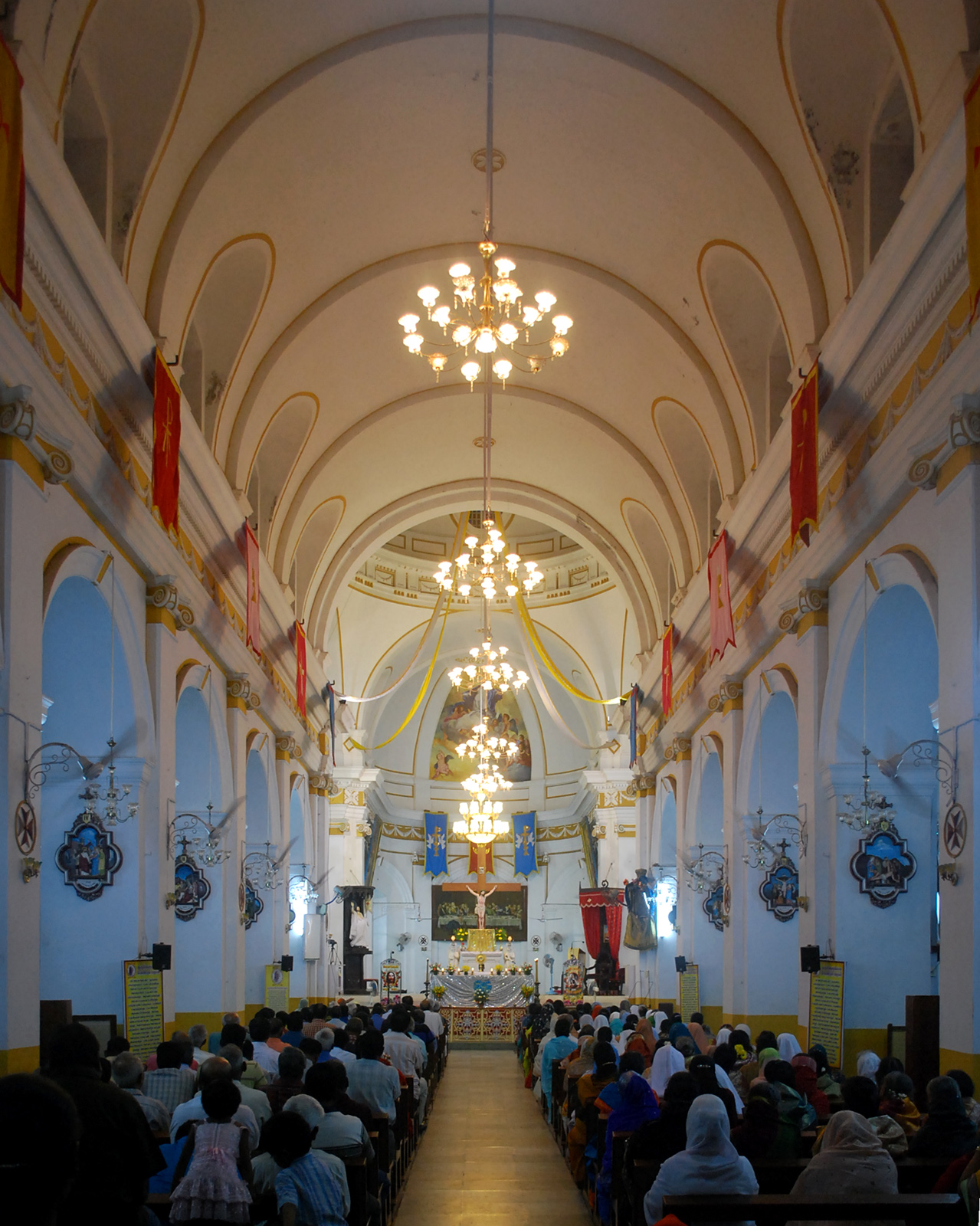
Intérieur.

## Histoire
Après que les Français eurent acquis  le comptoir de Pondichéry en 1673 du sultan de Bijapour, les jésuites s'y installent en 1689, après la fondation de leur collège Saint-Paul de Goa. Ils font construire une première église en 1692, mais elle est détruite quelques années plus tard au cours de la guerre coloniale entre la France et les Pays-Bas. Une deuxième église est élevée en 1699. Devenue trop petite, elle est remplacée par un troisième édifice construit entre 1728 et 1736 à l'emplacement de la cathédrale actuelle.
En 1761, au cours de la troisième guerre carnatique (épisode de la guerre de Sept Ans), les troupes britanniques s'emparent de Pondichéry et détruisent l'église. Une autre église est mise en chantier en 1770.  Après la suppression de la Compagnie de Jésus, les jésuites sont remplacés par les prêtres missionnaires des Missions étrangères de Paris en 1776. La nouvelle église est terminée quinze ans plus tard et consacrée le 20 juin 1791 par Mgr Champenois. Les Missions étrangères de Paris y demeurent jusqu'en 1955. En 1994, la cathédrale est menacée de destruction par des nationalistes hindous.
Le style architectural de cette cathédrale est très proche du modèle architectural colonial portugais, surtout du XVIe et XVIIe siècles, dont il est encore possible de voir des exemples à Goa, ou à Macao.

## Cimetière de la cathédrale

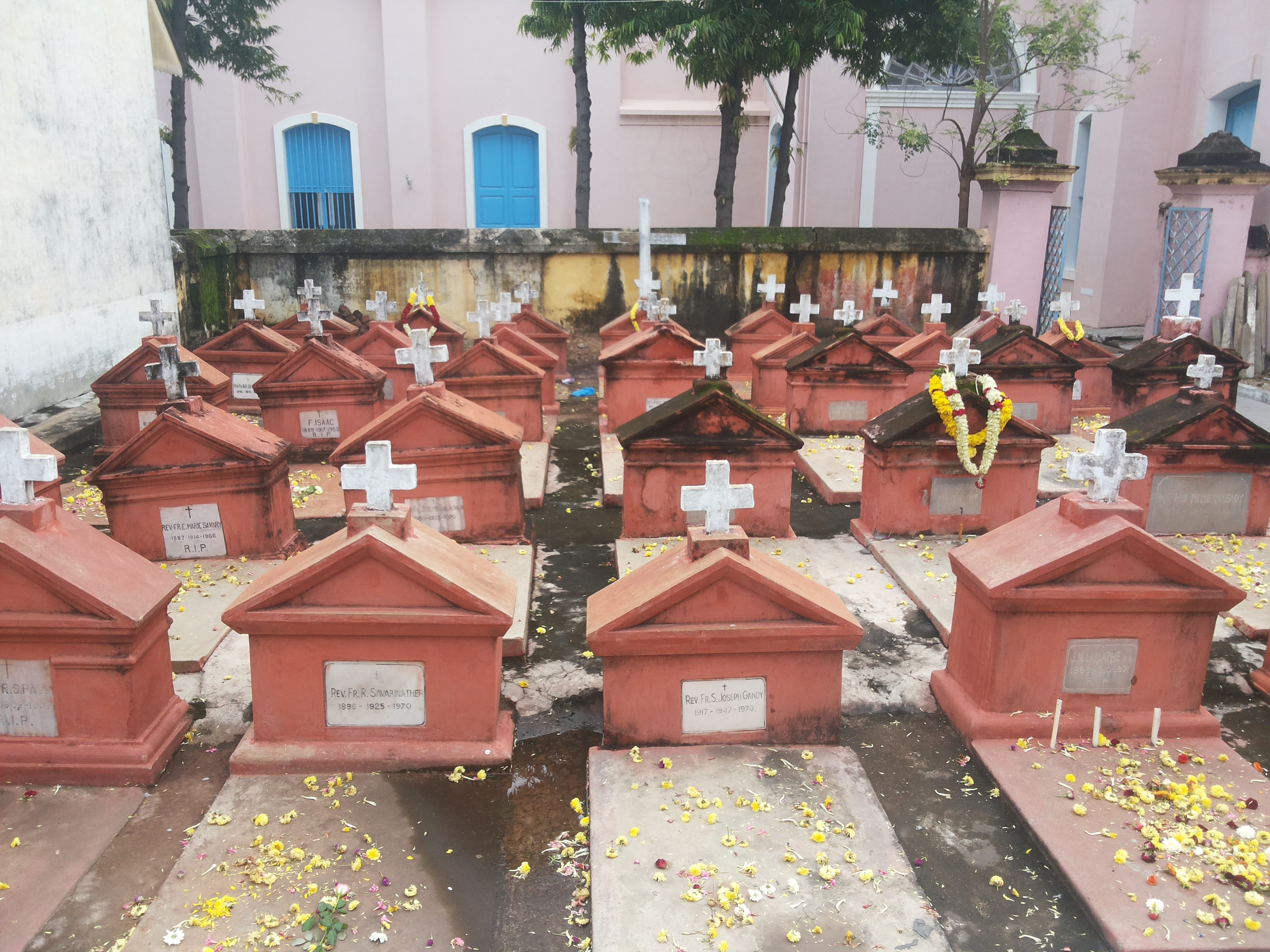
Tombes.
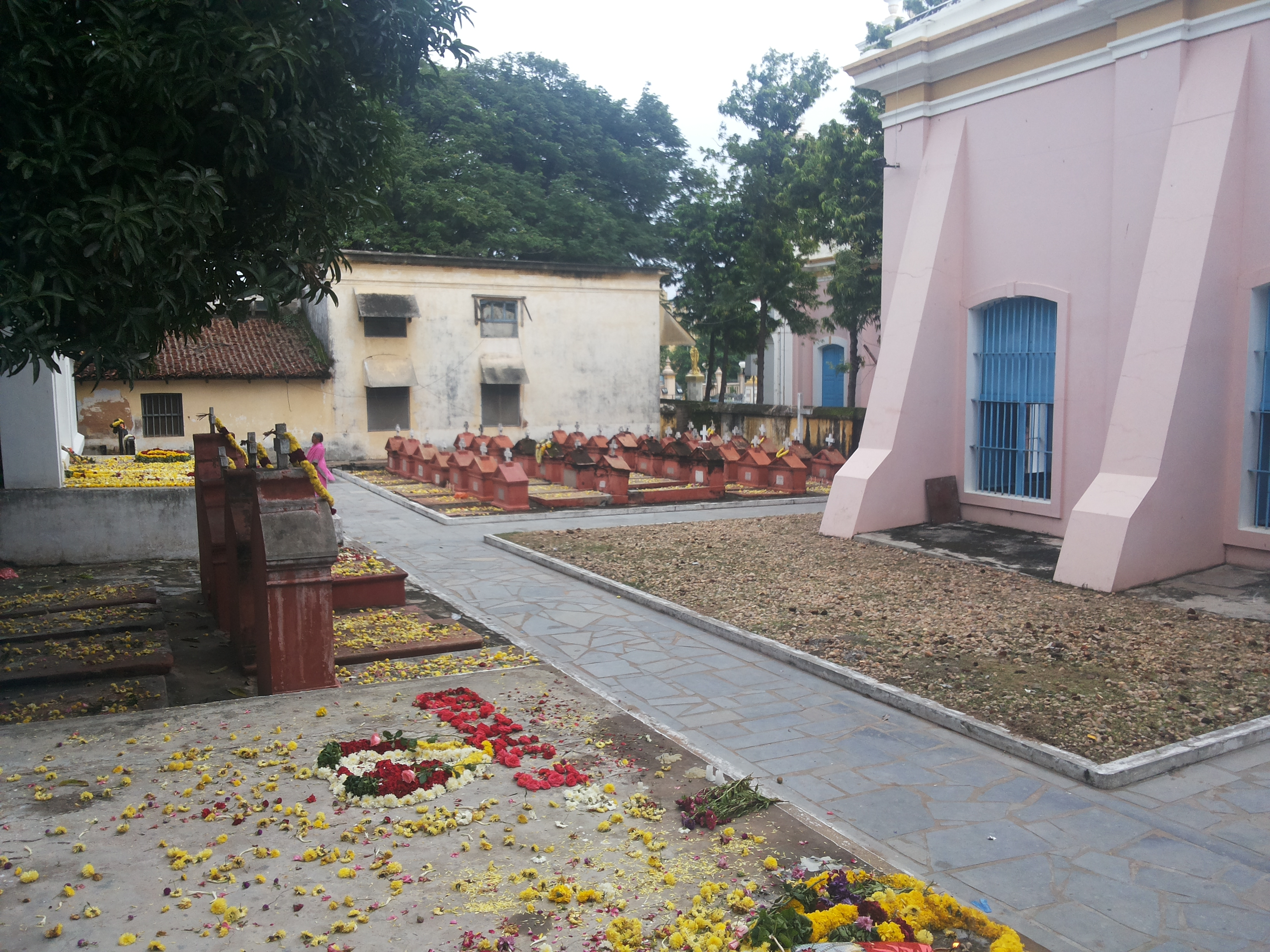
Vue du cimetière.
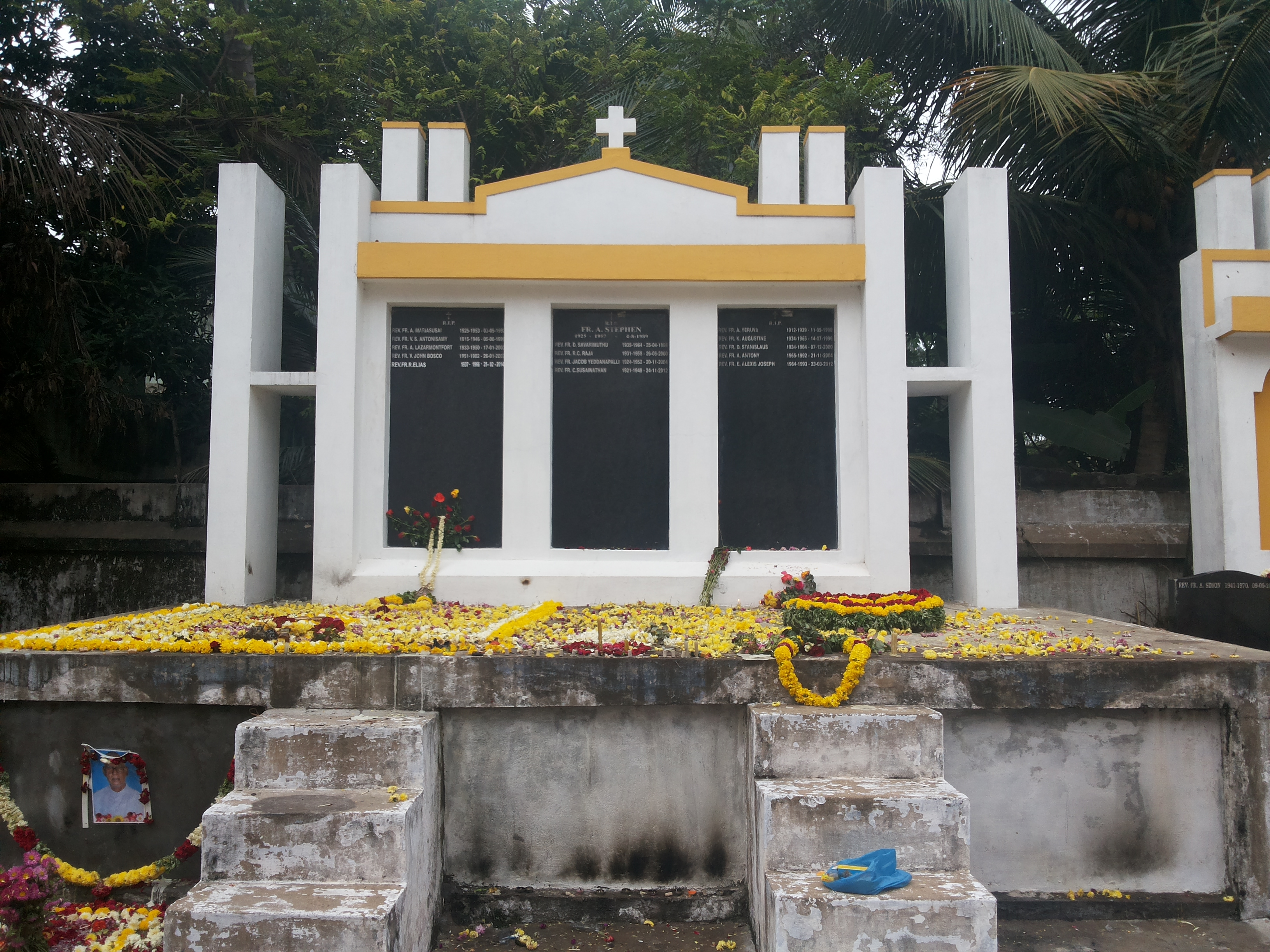
Sépulture des missionnaires des MEP.
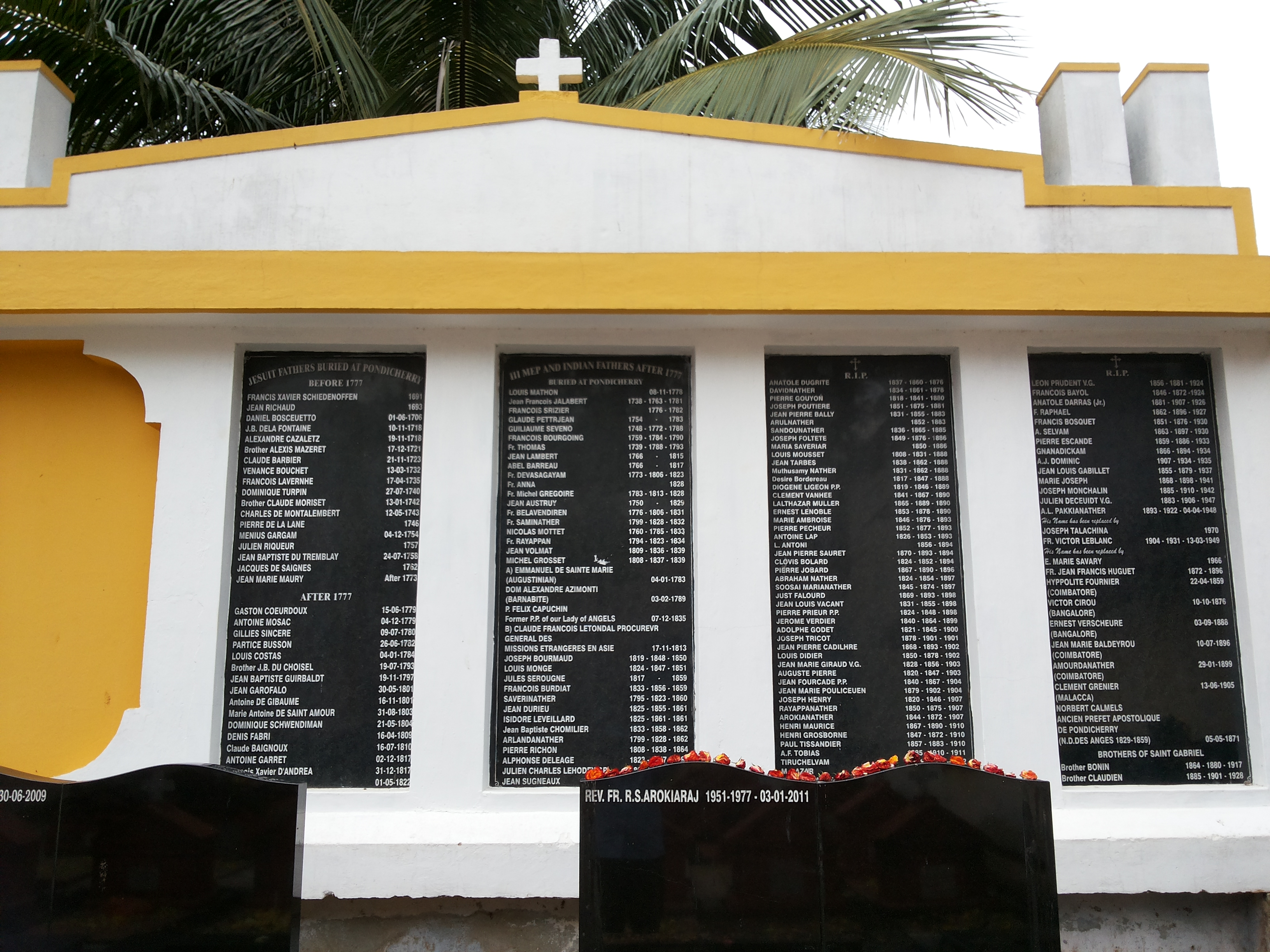
Sépulture des missionnaires des MEP.
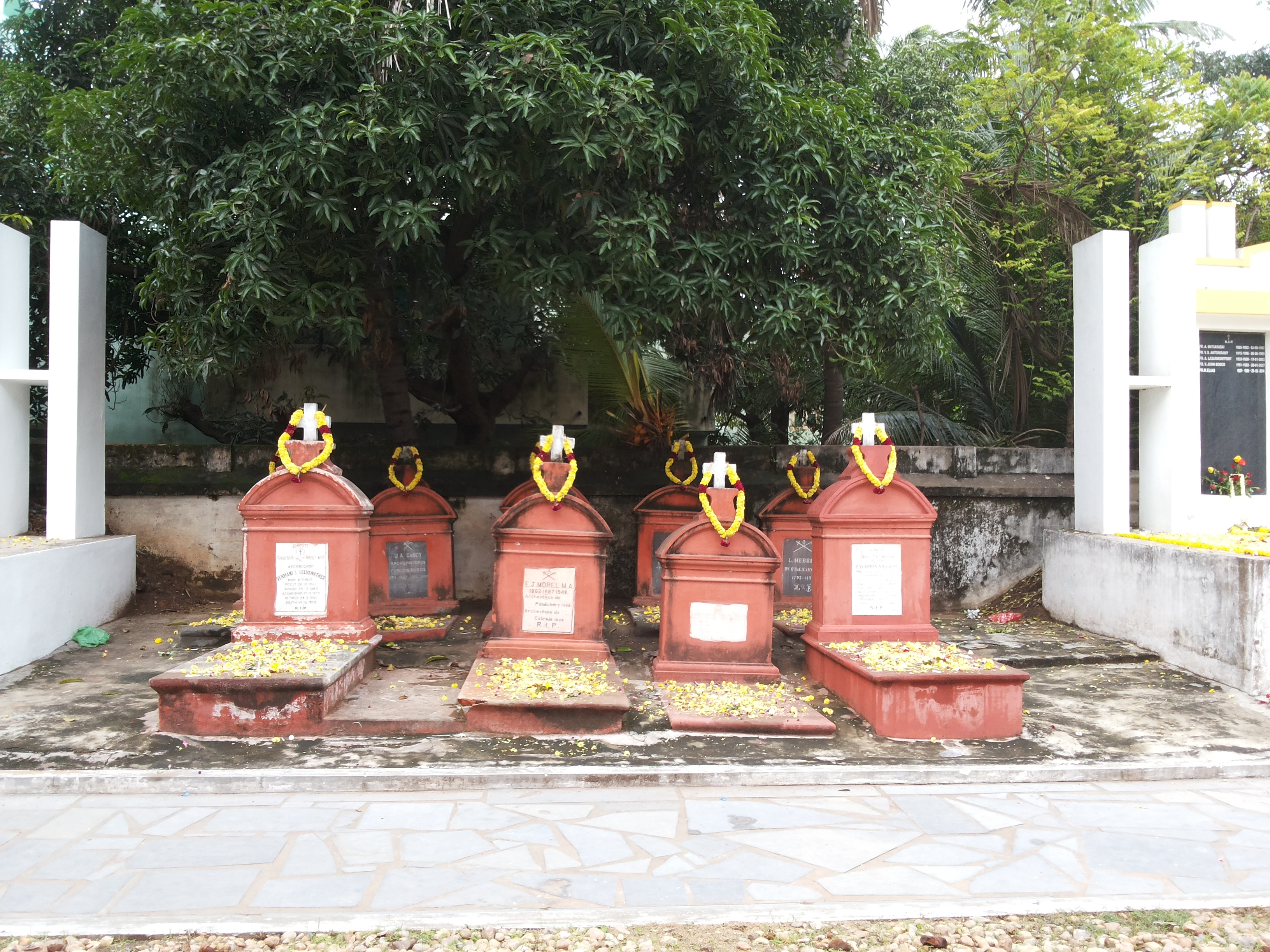
Tombes des évêques de Pondichéry.